# 绍兴县
绍兴县，为中国浙江省绍兴市一个已经撤销的县。
前身是山阴县和会稽县，两县同城而治。明朝、清朝时，为绍兴府治所。民国初年，全国废府州厅改县，于1912年废绍兴府，山阴县与会稽县合并为绍兴县，属浙江省会稽道。
1949年4月20日，解放军发起渡江战役。其后，解放军南下大军相继占领湖州、杭州等城市。比较特别的是，5月7日攻占绍兴县城的浙东人民解放军第二游击纵队是一支“地方部队”。1949年后，属绍兴专区、省直辖、宁波专区、绍兴地区、绍兴市。
2013年10月，中国国务院批复同意撤销绍兴县，设立绍兴市柯桥区，以原绍兴县（不含孙端镇、陶堰镇、富盛镇）的行政区域为柯桥区的行政区域。